# Division de Mirzapur
La Division de Mirzapur hindi : मिर्ज़ापुर मंडल est une  division administrative  de l'État indien de l'Uttar Pradesh.

## Districts
Elle est constituée de 3 districts :
- Mirzapur
- Sant Ravidas Nagar
- Sonbhadra